# Peter Carsten
Peter Carsten (gebürtig Peter Ramsentaler; * 30. April 1928 in Weißenburg in Bayern; † 20. April 2012 in Lucija/Piran, Slowenien) war ein deutscher Schauspieler.

## Karriere
Carsten wuchs in Weißenburg auf, absolvierte zunächst eine Banklehre und arbeitete eine Zeitlang bei einer Sparkasse. Mit 19 Jahren siedelte er nach München um und nahm nach dem Ende des Zweiten Weltkrieges privaten Schauspielunterricht bei Friedrich Ulmer. 1948 erhielt er am Jungen Theater Hannover sein erstes Bühnenengagement. Von Hannover wurde er nach München engagiert, wo ihn Artur Brauner für den Film entdeckte. 1953 hatte Carsten in Arthur Maria Rabenalts Der unsterbliche Lump sein Spielfilmdebüt. Einem breiten Publikum bekannt wurde er im darauf folgenden Jahr durch seine Rolle als Kowalski in der 08/15-Trilogie nach Hans Hellmut Kirst. In diesen Kriegsdramen – 08/15, 08/15 – Im Krieg und 08/15 – In der Heimat verkörperte Carsten neben Joachim Fuchsberger und Paul Bösiger einen der Sympathieträger. Aufgrund dieses Erfolges wurde Carsten in den Folgejahren oft für die Rollen von einfachen Soldaten oder hohen Offizieren besetzt, so etwa in Robert Siodmaks Nachts, wenn der Teufel kam, in Frank Wisbars Hunde, wollt ihr ewig leben und Fabrik der Offiziere (ebenfalls nach einer Romanvorlage von H.H. Kirst). In ähnlich gelagerten Rollen trat er auch in internationalen Produktionen in Erscheinung, z. B. neben Yves Montand in Das Leben ist ohne Gnade (1957) und neben Rod Taylor im Söldnerfilm Katanga.
Darüber hinaus bewies Carsten in Produktionen der unterschiedlichsten Filmgenres seine Vielseitigkeit. Er spielte in Komödien wie Drillinge an Bord (mit Heinz Erhardt in den Titelrollen), in romantischen Komödien wie Scampolo (mit Romy Schneider), in Krimikomödien wie den Simmel-Verfilmungen Es muß nicht immer Kaviar sein und Diesmal muß es Kaviar sein, in Heimatfilmen wie Wenn die Heide blüht, in Dramen wie Raubfischer in Hellas (mit Maria Schell) und Anastasia, die letzte Zarentochter (mit Lilli Palmer), in Musikfilmen wie Freddy, die Gitarre und das Meer, in Literaturverfilmungen wie Das serbische Mädchen (nach Siegfried Lenz), in Abenteuerfilmen wie Das Todesauge von Ceylon (mit Lex Barker), in Historienfilmen wie Hermann der Cherusker – Die Schlacht im Teutoburger Wald (bei dem er auch als Produzent fungierte), in Western wie Satan der Rache (neben Klaus Kinski) und Horrorfilmen wie Dracula im Schloß des Schreckens.
Daneben übernahm Carsten auch Rollen in italienischen, französischen und britischen Produktionen. Er spielte neben Marcello Mastroianni im Drama Harte Männer – Heiße Liebe, neben Alec Guinness im Thriller Das Quiller-Memorandum, neben Jean-Paul Belmondo in der Komödie Geliebter Schuft, neben Oliver Reed im Abenteuerfilm Hannibal Brooks, im Kriegsfilm Zeppelin, in Sherlock Holmes’ größter Fall (mit John Neville in der Titelrolle), in Die Rache des Dr. Fu Man Chu und neben Lee Van Cleef in Der Diamantencoup. Außerdem hatte er Gastrollen in vielen Fernsehserien wie an der Seite von Francis Matthews und Ros Drinkwater in zwei Folgen der deutsch-britischen Fernsehserie Paul Temple oder neben Erik Ode in Der Kommissar, sowie in Der Alte, Forsthaus Falkenau und Ein Schloß am Wörthersee.
In den 1970er Jahren siedelte Carsten nach Jugoslawien über, wo er für Film- und Fernsehproduktionen vor der Kamera stand.
Peter Carsten war in dritter Ehe verheiratet und wohnte zuletzt in Piran (Slowenien), wo er am 20. April 2012 im Alter von 83 Jahren starb.

## Filmografie (Auswahl)
- 1953: Der unsterbliche Lump
- 1955: 08/15
- 1955: 08/15 Zweiter Teil
- 1955: 08/15 in der Heimat
- 1955: Das Lied von Kaprun
- 1956: Kirschen in Nachbars Garten
- 1956: Liebe
- 1956: Anastasia, die letzte Zarentochter
- 1956: … wie einst Lili Marleen
- 1957: Harte Männer – Heiße Liebe (La ragazza della salina)
- 1957: … und vergib mir meine Schuld (Ascoltami)
- 1957: Nachts, wenn der Teufel kam
- 1957: Das Leben ist ohne Gnade (La grande strada azzurra)
- 1957: Scherben bringen Glück
- 1958: Hunde, wollt ihr ewig leben
- 1958: U 47 – Kapitänleutnant Prien
- 1958: Scampolo
- 1958: Peter Voss, der Millionendieb
- 1959: Heiße Ware
- 1959: Freddy, die Gitarre und das Meer
- 1959: Drillinge an Bord
- 1959: Raubfischer in Hellas
- 1959: Heimat – Deine Lieder
- 1960: Freddy und die Melodie der Nacht
- 1960: Wenn die Heide blüht
- 1960: Kriminaltango
- 1960: Fabrik der Offiziere
- 1960: Unter zehn Flaggen (Sotto dieci bandiere)
- 1961: Bis zum Ende aller Tage
- 1961: Es muß nicht immer Kaviar sein
- 1961: Diesmal muß es Kaviar sein
- 1962: Das Geheimnis der schwarzen Koffer
- 1962: Barras heute
- 1963: Marschier oder krepier (Marcia o crepa)
- 1963: Das Todesauge von Ceylon
- 1963: Wochentags immer
- 1964: Slim Callaghan greift ein – Liebelei in Moll (Fernsehserie)
- 1964: Die Zeit der Schuldlosen (nur Produktion)
- 1965: Der Fluch des schwarzen Rubin
- 1965: Sherlock Holmes’ größter Fall (A Study in Terror)
- 1966: Geliebter Schuft (Tendre voyou)
- 1966: Gewagtes Spiel – Drei Giraffen (Fernsehserie)
- 1966: Heißes Pflaster für Spione (Da Berlino l’apocalisse)
- 1966: Hermann der Cherusker (Il massacro della foresta nera) (auch Ko-Produktion)
- 1966: Jonny Madoc (Due once di piombo)
- 1966: Das Quiller-Memorandum – Gefahr aus dem Dunkel (The Quiller Memorandum)
- 1966: Polizeifunk ruft – Der Staatsbesuch
- 1967: Heubodengeflüster
- 1967: Die Rache des Dr. Fu Man Chu (The Vengenace of Fu Manchu)
- 1967: Der Tag, an dem die Kinder verschwanden (TV)
- 1968: Katanga (The Mercenaries)
- 1968: Hannibal Brooks (Hannibal Brooks)
- 1969: Die nackte Bovary
- 1969: Stewardessen (TV)
- 1970: Polizeifunk ruft – Gefährliche Begegnung
- 1970: 11 Uhr 20 (Fernsehdreiteiler)
- 1970: Das Gesetz des Schweigens (E venne il giorno dei limoni neri)
- 1970: Satan der Rache (E Dio disse a Caino)
- 1970: Wenn du bei mir bist
- 1970: Paul Temple – Der Apollo von Arezzo (Antique Death)
- 1970: Das lüsterne Quartett (The Lickerish Quartet) (nur Co-Produktion)
- 1971: Zeppelin
- 1971: Dracula im Schloß des Schreckens (Nella stretta morsa del ragno)
- 1972: Fünf Klumpen Gold (Tutti fratelli nel West… per parte di padre)
- 1973: Der Kommissar – Tod eines Buchhändlers
- 1973: Sie nannten sie kleine Mutter (Little Mother) (Co-Produktion)
- 1976: Sturmtrupp in die Hölle (Vrhovi zelengore)
- 1977: Das Gesetz des Clans
- 1978: Der Diamantencoup (The Squeeze)
- 1982: Variola Vera
- 1985: Raoul Wallenberg (Wallenberg: A Hero’s Story)
- 1990: Das serbische Mädchen